# Grünberg (Gemeinde St. Bernhard-Frauenhofen)
Grünberg ist eine Ortschaft und eine Katastralgemeinde der Gemeinde St. Bernhard-Frauenhofen im Bezirk Horn in Niederösterreich.

## Siedlungsentwicklung
Zum Jahreswechsel 1979/1980 befanden sich in der Katastralgemeinde Grünberg insgesamt 15 Bauflächen mit 8.067 m² und 26 Gärten auf 50.049 m², 1989/1990 gab es 15 Bauflächen. 1999/2000 war die Zahl der Bauflächen auf 24 angewachsen und 2009/2010 bestanden 27 Gebäude auf 63 Bauflächen.

## Geschichte
Laut Adressbuch von Österreich waren im Jahr 1938 in Grünberg ein Hotel, eine Mühle samt Sägewerk, ein Schmied und einige Landwirte ansässig.

## Bodennutzung
Die Katastralgemeinde ist landwirtschaftlich geprägt. 85 Hektar wurden zum Jahreswechsel 1979/1980 landwirtschaftlich genutzt und 54 Hektar waren forstwirtschaftlich geführte Waldflächen. 1999/2000 wurde auf 88 Hektar Landwirtschaft betrieben und 55 Hektar waren als forstwirtschaftlich genutzte Flächen ausgewiesen. Ende 2018 waren 79 Hektar als landwirtschaftliche Flächen genutzt und Forstwirtschaft wurde auf 57 Hektar betrieben. Die durchschnittliche Bodenklimazahl von Grünberg beträgt 26,1 (Stand 2010).